# Pekauman (Tegal Barat)
Pekauman is een bestuurslaag in het regentschap Tegal van de provincie Midden-Java, Indonesië. Pekauman telt 7610 inwoners (volkstelling 2010).